# 吉田智美 (女優)
吉田 智美（よしだ さとみ、1983年4月28日 - ）は、日本の女性ファッションモデル、グラビアアイドル、女優。
群馬県高崎市出身。フェリス女学院卒業。

## 略歴
2004年、イトーカンパニーに所属。同年末、4代目三愛水着イメージガールに選ばれる。公表していたサイズは身長167cm、B83cm、W59cm、H88cm。
2005年、日テレジェニック2005に選出。この年に選ばれた4人の中では最年長だった（同じ1983年生まれの愛川ゆず季よりも18日早く生まれているため、最年長となる）。
その後はグラビアのみならず女優としても活動したが、2012年12月21日、自身のブログでイトーカンパニーを退所したことを発表。翌年1月に出演予定だった舞台を断ってまでの事務所退所となった。

## 人物
得意なスポーツは水泳、スキー。長所は「どんな環境にもなじめる」こと。
弟が1人いる。

## 作品

### アルバム
- グレープフルーツムーン（作詞：大塚雄三(CHARCOAL FILTER)、作曲：小名川高弘(CHARCOAL FILTER)）
  - c/w 「キャトルセゾン」「真夏は大騒ぎ!」（2005年8月24日）

### 映像作品
DVD
- 日テレジェニック2005~body+colors~（2005年8月24日、バップ）
- 日テレジェニック2005の宝箱　吉田智美（2006年1月25日、バップ）
- Wild Cherry（2006年4月25日、GPミュージアム）

## 出演

### テレビドラマ
- ドラゴン桜（2005年7月 - 9月、TBS）
- スローダンス（2005年7月 - 9月、フジテレビ系）
- 今週、妻が浮気します（2007年1月 - 3月、フジテレビ系）
- 警視庁捜査一課9係 第2シリーズ「薔薇の女」（2007年6月13日、テレビ朝日）
- ULTRASEVEN X 第9話「RED MOON」（2007年11月30日、中部日本放送）
- 桜蘭高校ホスト部 第2話（2011年7月29日、TBS）

### 映画
- 宿命のジオード（2010年）
- ラバーズ〜覆う女〜（2010年）
- カイジ2 人生奪回ゲーム（2011年）メイド 役
- GIRL -ガール-（2012年）OL 役
- BRAVE HEARTS 海猿（2012年）CA 役

### 舞台
- HYPER CRAZY FASHION MUSICAL（2010年3月19日 - 3月21日、南青山マンダラ）
- 超青春合唱コメディ『SING!』（2012年9月20日 - 9月23日、シアターグリーン）

### その他
- LIVE!ダイヤモンドグローブ（フジテレビ739）
- KOI☆AGE〜恋するアゲハ〜（2009年、BeeTV）キャバ嬢 役